# Näcktjärnen (Särna socken, Dalarna)
Näcktjärnen är en sjö i Älvdalens kommun i Dalarna och ingår i Dalälvens huvudavrinningsområde.